# Andrena tinaria
Andrena tinaria är en biart som beskrevs av Gusenleitner 1998. Andrena tinaria ingår i släktet sandbin, och familjen grävbin. Inga underarter finns listade i Catalogue of Life.